# Comscore
Comscore (Eigenschreibweise: comScore) ist eine US-amerikanische, international tätige Internet-Marktforschungsfirma, die regelmäßig Berichte zur Internetnutzung veröffentlicht.

## Geschichte

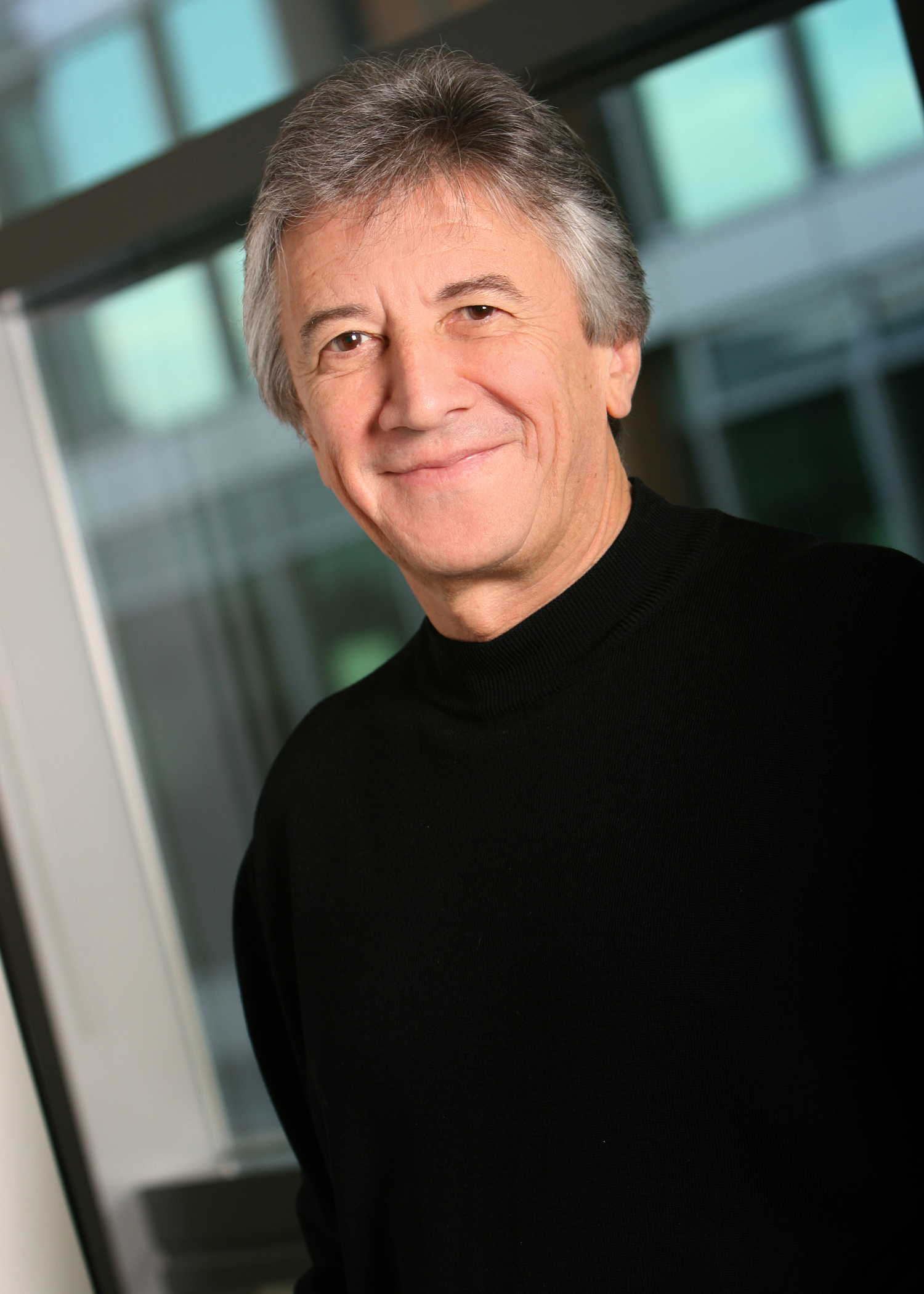
Gründer und Geschäftsführer Gian Fulgoni

Comscore Networks wurde im August 1999 in Reston (Virginia) durch Gian Fulgoni und Magid Abraham gegründet. Gian Fulgoni war viele Jahre CEO von Information Resources, einem der größten Marktforschungsunternehmen weltweit. Magid Abraham war Mitte der 1990er Jahre Präsident der IRI. 
Die Idee zur Gründung eines Unternehmens hatten Gian Fulgoni und Magid Abraham, als sie mit Mike Santer, einem Investor, über ein Konzept zum Aufbau eines großen Kunden-Panels im Internet zur Marktforschung im Bereich des E-Commerce nachdachten. Herkömmliche Möglichkeiten, Kundenverhalten im Internet nachzuvollziehen, konnten nur schlecht auf die viel seltener auftretenden Onlineeinkäufe (2–3 %) übertragen werden. Um ihr Ziel, ein ausreichend großes Panel aufzubauen, zu erreichen, führten sie eine aggressive, mehrere Millionen Dollar teure und zehn Jahre dauernde Anwerbung durch. Auftretende Fehler sollten durch ausgeklügelte statistische Methoden herausgerechnet werden.
Im Jahr 2000 kaufte Comscore verschiedene Bereiche und Kunden von PCData, einer der ersten auf das WWW spezialisierten Marktforschungsunternehmen. Während PCData durch die Veränderungen im Wettbewerb sowie Patentverletzungen (Klage durch Media Metrix) eine ungewisse Zukunft bevorstand, konnte Comscore durch deren nun große Kundenbasis genauere Daten gewinnen. 
Bis 2001 hatte sich Media Metrix zum Marktführer entwickelt, war aber nicht in der Lage, eine stabile finanzielle Grundlage zu schaffen. Media Metrix' schärfster Konkurrent NetRatings hatte größere Kapitalreserven gesammelt und verkündete, das Unternehmen übernehmen und integrieren zu wollen. Nachdem die amerikanische FTC (vergleichbar mit dem Bundeskartellamt) die Übernahme verbot, wich NetRatings von seinen Plänen ab. Im Juni 2002 übernahm schließlich Comscore das Unternehmen.
Am 30. März 2007 verkündete Comscore, an die Börse gehen zu wollen (NASDAQ, Symbol: SCOR).

## Kritik
Das Unternehmen tritt mit seinen Untersuchungen unter anderem gegen die AGOF-Studie „internet facts“ an. Im Heimatmarkt USA stand das Unternehmen unter Druck, da der Branchenverband IAB sowohl Comscore, als auch den Konkurrenten Nielsen Netratings wegen stark differierender Reichweitenzahlen zur Offenlegung der Erhebungsmethoden aufgefordert hatte.
Die von Comscore ermittelten Zahlen über die Aufrufe der Webseiten MySpace und Yahoo waren im 4. Quartal 2006 sehr umstritten. Nielsen Netratings lieferte in dieser Analyse andere Zahlen.